# Fierljeppen
Fierljeppen (на западнофризийски език съединение на fier – „далеч“ и ljeppen – „скок“), известен още като polsstokverspringen или pultstockspringen (в германския регион Източна Фризия; буквално „стълб за дълъг скок“), е традиционен спорт на хората от Западна Фризия в холандската провинция Фризия. Днес спортът е популярен и в провинция Утрехт, Нидерландия, от която е рекордьора Жако де Гроот.

## Описание
Спортът включва дълъг прът и воден басейн. Прътът е дълъг между 8 и 13 метра и има плоска кръгла плоча отдолу, за да предотврати потъването му в калната река или дъното на канала.
Скокът се състои от спринт до полюса (polsstok), скачане и хващане, след това изкачване до върха на пръта, докато се опитвате да контролирате движенията му напред и странично над водния басейн и завършване чрез скачане върху пясъчник на отсрещния бряг.

## История
Поради това, че значителни части на Нидерландия са под морското равнище, има много водни пътища. Fierljeppen възниква като начин за фризийците да преодоляват лесно водните пътища. С течение на времето се превръща в състезание с първия официален мач през 1771 г., но спортът не е правилно структуриран до 1957 г. Смята се, че спортът произхожда от фермери, които са използвали прътове, за да прескачат малки канализационни канали, за да получат достъп до различни парцели земя. Днес спортът се практикува предимно за забавление или за туристическа атракция, но все още има официална годишна Национална манифестация на Fierljepping (National Fierljepping Manifestation – NFM) в Нидерландия, а шампионата се провежда в шест лиги и многобройни клубове.